# أولاد ابراهيم بن الكيال (بني حسان)
أولاد إبراهيم بن الكيال هو دُوَّار يقع بجماعة سيدي بوبكر، إقليم الرحامنة، جهة مراكش آسفي في المملكة المغربية. ينتمي الدوّار لمشيخة بني حسان التي تضم 7 دواوير. يقدر عدد سكانه بـ 670 نسمة حسب الإحصاء الرسمي للسكان والسكنى لسنة 2004.

## روابط خارجية
- البوابة الوطنية للجماعات الترابية
- المندوبية السامية للتخطيط